# Megaro Athinogenous

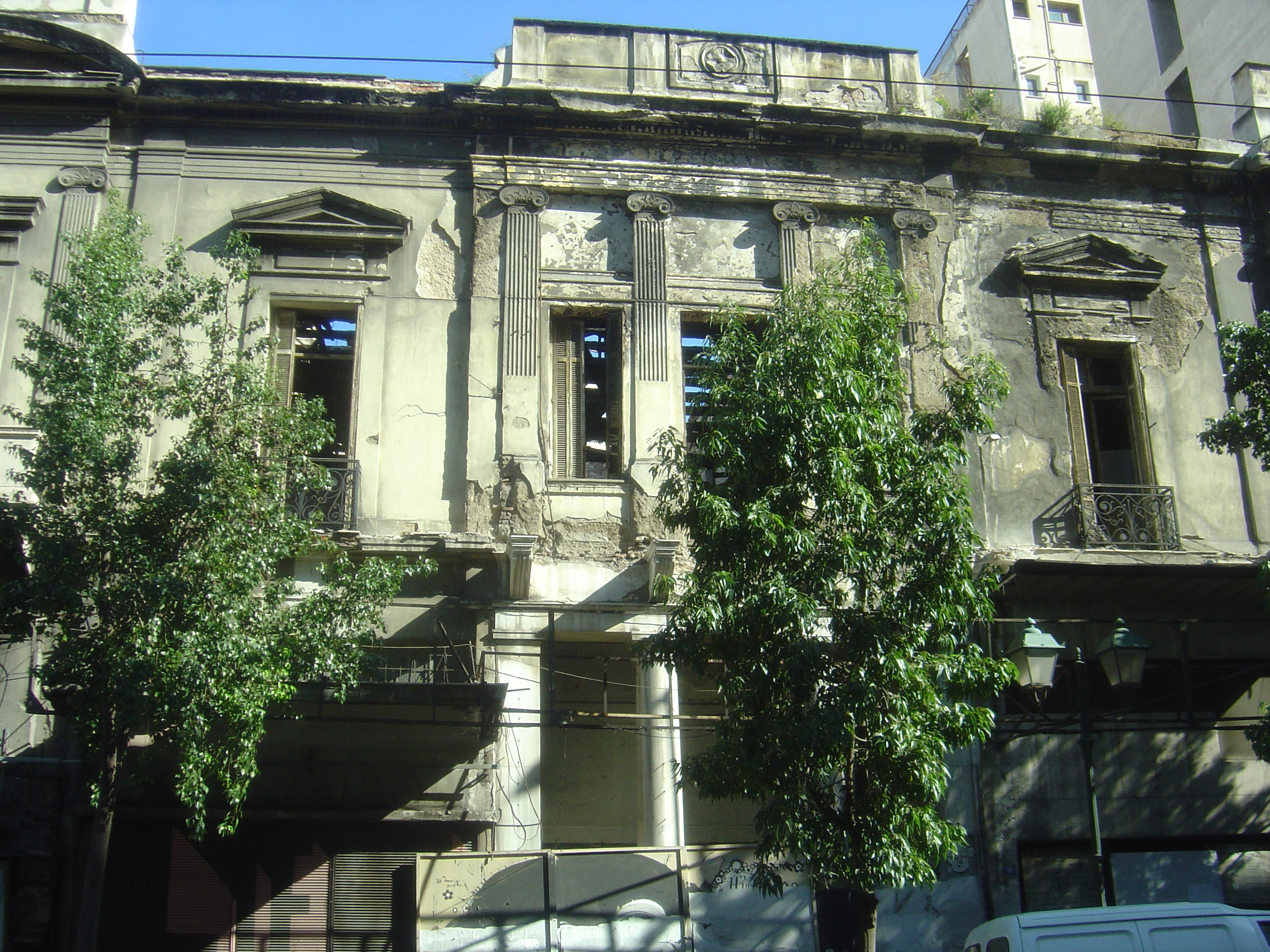
Megaro Athinogenous

Der Megaro Athinogenous (griechisch Μέγαρο Αθηνογένους, englisch Athinogenis Mansion) ist ein imposanter Stadtpalais des Athener Bürgertums aus der Zeit von Georg I. Er befindet sich an der Adresse Stadion-Str. 50 im Zentrum von Athen, zwei Häuser entfernt von der Alten Königlichen Druckerei (Παλαιό Βασιλικό Τυπογραφείο).

## Geschichte
Er gehört der Familie Athinogenous, einer alten Athener Familie mit der auch Stephanos Skouloudis in verwandtschaftlicher Beziehung stand. Letzterer war verheiratet mit Maria Athinogeni. Seine Erben waren seine Neffen Ioannis und Stephanos Athinogenous.
Der Palais wurde in den Jahren 1875–1880 erbaut nach Plänen des französischen Architekten Piat, mit Unterstützung des Professor Kostas Biris (Κώστας Μπίρης). Piat war 1869 nach Athen gekommen, um mit seinem Landsmann zusammenzuarbeiten, dem Unternehmer Chollet, der 1870 um Rat gefragt wurde zur Anlage des Kanals von Korinth, einer Arbeit, die zu dieser Zeit nicht zustande kam.
Piat blieb in Griechenland und arbeitete in Athen bis zum Ende des 19. Jh. und entwarf zahlreiche Villen. Darunter den Megaro Skouloudi, der in den 1930er-Jahren abgerissen wurde und die Megali Bretania, in der sich heute das Hotel „King George“ befindet, sowie der Megaro Vourou (abgerissen in den 1960ern), dort befand sich lange Jahre das historische Kafenion Sacharatou und das Hotel Athens Plaza, das gleichzeitig 1873 erbaut wurde. Er beherbergte am Ende des 19. Jahrhunderts die erste Ottomanische Bank in Griechenland.
Heute ist der denkmalgeschützte Megaro Athinogenous halb verfallen und ausgebrannt nach einem Feuer im Mai 2004.

## Gestaltung
Es handelt sich um ein zweigeschossiges Palais mit Beletage, das Erdgeschoss war zeitweise als Geschäftsräume vermietet. Ungewöhnlich ist seine stilistische Ausführung. In einer Epoche des strengen Athener Klassizismus, der allenfalls mit Renaissance-Formen aufgelockert wurde, entstand das Palais im klassizistischen Barock wie er typisch für Frankreich ist.